# Hypokolius
Hypokolius (Hypocolius ampelinus) är en fågel som ensam placeras i familjen hypokolier inom ordningen tättingar, nära släkt med sidensvansar. Den förekommer i delar av Mellanöstern.

## Utseende
Hypokolius är en egenartad tätting med en kroppslängd på 21–24 centimeter som på håll påminner om en slank, kortvingad och långstjärtad törnskata. På nära håll syns den karakteristiska ljusgrå dräkten med ett svart band längst ut på stjärten. Det nära släktskapet med sidensvansen skiner igenom i hållningen med sluttande axlar, liknande kort och tjock näbb samt vanan att sträcka på halsen vid oro.
Hanen har tydliga svarta kindfläckar som sträcker sig både bakåt i nacken och framåt så att de bildar en mask. I den raka flykten syns iögonfallande vitspetsade svarta handpennor. På sittande fågel syns de vita handpennespetsarna mycket tydligt, medan det svarta ofta är dolt. Honan är mattare brunfärgad och saknar den svarta masken samt har mer begränsat svart på både handpennor och stjärtspets.

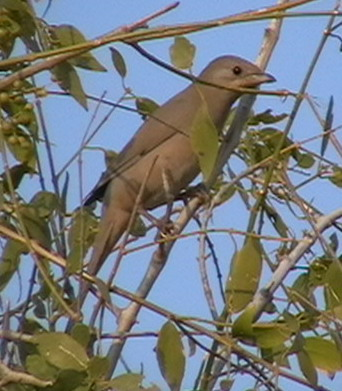
Hona.
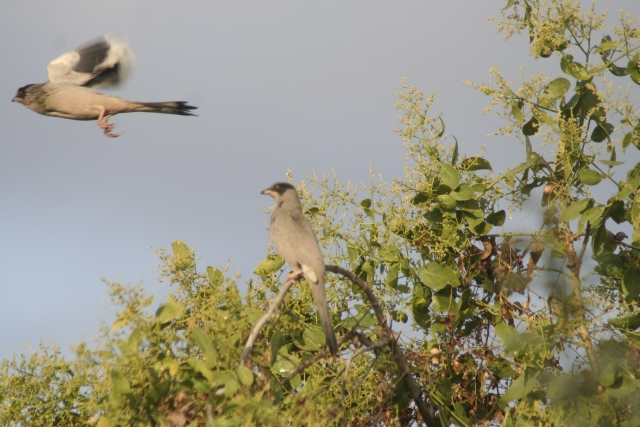
Hanar.

### Läten
Arten saknar troligen egentlig sång, men lockar med kattlika mjee eller viioo samt ett raskt men mjukt tre-tur-tur.

## Utbredning
Fågeln häckar från Irak (Tigris-Eufrat dalarna) till Turkmenistan. Den övervintrar i södra Irak, Kuwait, centrala och östra Saudiarabien, Bahrain, Qatar, Oman, Förenade Arabemiraten och sydöstra Iran. Tillfälligt har den påträffats i Israel, Turkiet, Egypten, Jemen och på Cypern.

### Systematik
Hypokolius placeras som enda art i släktet Hypocolius och behandlas som monotypisk, det vill säga att den inte delas in i några underarter. Sedan arten beskrevs har den ansetts stå nära sidensvansarna i Bombycillidae. På senare tid har den dock placerats intill eller bland bulbylerna på grund av utseendemässiga likheter. Genetiska studier bekräftar dock dess släktskap med sidensvansarna, i en grupp som även inkluderar den amerikanska familjen silkesflugsnappare, palmtrasten på Hispaniola, den utdöda hawaiianska familjen ooer (Mohoidae) och allra närmast den enigmatiska arten hylocitrea på Sulawesi. Numera placeras den allmänt i sin egen familj Hypocoliidae.

## Levnadssätt
Hypokolius påträffas i skogslandskap och buskmarker i arida eller halvarida mijöer, särskilt vid floddalar intill öknar likväl som bevattnade och odlade områden med träd, som palmlundar och trädgårdar.
Den är en mycket social fågel och formar gärna flockar, framför allt vintertid, men är ofta skygg och undgår upptäckt när den flyr in i vegetation och fryser till is när den känner sig hotad. Den livnär sig huvudsakligen av frukt och bär som mullbär, fikon och dadlar. 

### Häckning
Fågeln häckar i juni eller juli på Arabiska halvön. Den lägger fyra ägg i ett skålformat bo som båda könen bygger, ofta placerat bland dadelpalmsblad. Äggen ruvas i 14–15 dagar.

## Status
Artens population har inte uppskattats och dess populationstrend är okänd, men utbredningsområdet är relativt stort. Internationella naturvårdsunionen IUCN anser inte att den är hotad och placerar den därför i kategorin livskraftig. Den beskrivs som förhållandevis vanlig.

## Namn
Namnet hypokolius kommer av det vetenskapliga släktesnamnet Hypocolius, som i sin tur betyder "liknande släktet Colius". Detta släkte tillhör familjen musfåglar, men colius kan också beteckna starar, och så sent som 1930 placerade Sclater arten bland just stararna.